# Xian de Xingshan
Pour les articles homonymes, voir Xingshan.
Le xian de Xingshan (兴山县 ; pinyin : Xīngshān Xiàn) est un district administratif de la province du Hubei en Chine. Il est placé sous la juridiction de la ville-préfecture de Yichang.

## Démographie
La population du district était de 189 407 habitants en 1999.